# 로이 해리스

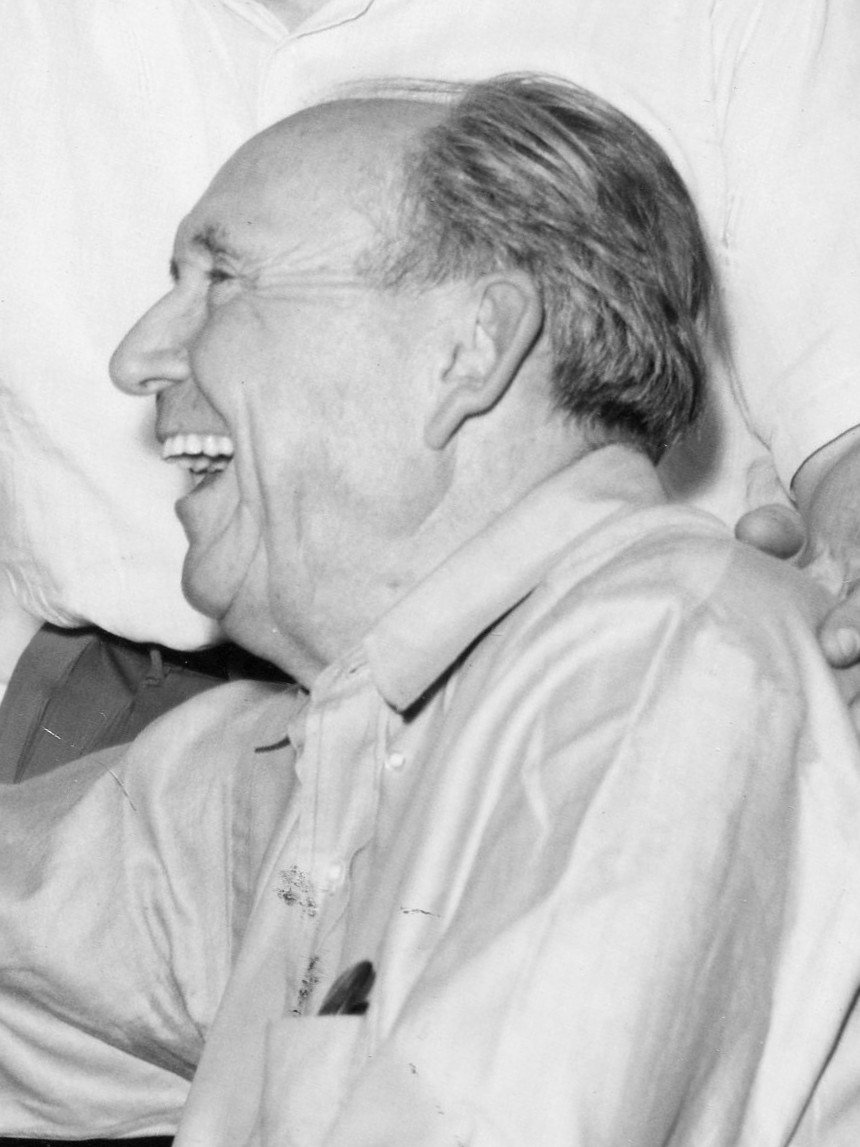

로이 해리스(영어: Roy Harris, 1898년 2월 12일~ 1979년 10월 1일)는 미국의 작곡가다. 1898년 2월 12일에 오클라호마주 링컨 카운티에서 태어났다. 캘리포니아로 이주해 작곡을 배운 뒤로 파리로 유학해 나디아 불랑제를 사사했다. 스스로 '모던 클래시시스트(현대의 고전주의자)'라고 불렀다. 1979년 10월 1일에 캘리포니아주 샌타모니카에서 죽었다. 대표작으로는 〈교향곡 3번〉(1939)이 있으며, 이 밖에도 다수의 피아노곡, 실내악곡, 교향곡, 관현악곡, 협주곡, 발레, 성악곡 등이 있다.